# Xã Poland, Quận Buena Vista, Iowa
Xã Poland (tiếng Anh: Poland Township) là một xã thuộc quận Buena Vista, tiểu bang Iowa, Hoa Kỳ. Năm 2010, dân số của xã này là 442 người.